# Hallenweltmeisterschaften im Bogenschießen 2005
Die 8. Hallenweltmeisterschaften im Bogenschießen wurden vom 22. bis 28. März 2005 im dänischen Aalborg ausgetragen.

## Ergebnisse

### Recurvebogen
| Disziplin         | Gold                                                         | Silber                                                       | Bronze                                                                        |
| ----------------- | ------------------------------------------------------------ | ------------------------------------------------------------ | ----------------------------------------------------------------------------- |
| Männer Einzel     | Erdem Zhigzhitov                                             | Vic Wunderle                                                 | Oleksandr Serdjuk                                                             |
| Frauen Einzel     | Natalija Burdejna                                            | Tetjana Brudejna                                             | Christina Schäfer                                                             |
| Männer Mannschaft | Ukraine Ihor Parchomenko Markijan Iwaschko Oleksandr Serdjuk | Italien Marco Galiazzo Michele Frangilli Amedeo Tonelli      | Russland Andrei Wiktorowitsch Abramow Erdem Zhigzhitov Balschinima Zyrempilow |
| Frauen Mannschaft | Frankreich Fabienne Bourdon Virginie Arnold Svetlana Roudeva | Ukraine Tetjana Brudejna Tetjana Dorochowa Natalija Burdejna | Polen Małgorzata Sobieraj Karina Lipiarska-Pałka Izabela Niemiec              |

### Compoundbogen
| Disziplin         | Gold                                                      | Silber                                                              | Bronze                                                    |
| ----------------- | --------------------------------------------------------- | ------------------------------------------------------------------- | --------------------------------------------------------- |
| Männer Einzel     | Reo Wilde                                                 | Morgan Lundin                                                       | Morten Bøe                                                |
| Frauen Einzel     | Mary Zorn                                                 | Fátima Agudo                                                        | Jamie Van Natta                                           |
| Männer Mannschaft | Vereinigte Staaten Dave Cousins Rod Menzer Reo Wilde      | Italien Stefano Mazzi Antonio Tosco Daniele Bauro                   | Dänemark Martin Damsbo Tom Henriksen Niels Dall           |
| Frauen Mannschaft | Vereinigte Staaten Mary Zorn Jamie Van Natta Amber Dawson | Russland Natalja Bolotowa Sofja Gontscharowa Swetlana Kondraschenko | Frankreich Valérie Fabre Françoise Volle Anne-Marie Bloch |

## Medaillenspiegel
| Platz  | Land               | Gold | Silber | Bronze | Gesamt |
| ------ | ------------------ | ---- | ------ | ------ | ------ |
| 1      | Vereinigte Staaten | 4    | 1      | 1      | 6      |
| 2      | Ukraine            | 2    | 2      | 1      | 5      |
| 3      | Russland           | 1    | 1      | 1      | 3      |
| 4      | Frankreich         | 1    | –      | 1      | 2      |
| 5      | Italien            | –    | 2      | –      | 2      |
| 6      | Spanien            | –    | 1      | –      | 1      |
| 6      | Schweden           | –    | 1      | –      | 1      |
| 8      | Dänemark           | –    | –      | 1      | 1      |
| 8      | Deutschland        | –    | –      | 1      | 1      |
| 8      | Norwegen           | –    | –      | 1      | 1      |
| 8      | Polen              | –    | –      | 1      | 1      |
| Gesamt | Gesamt             | 8    | 8      | 8      | 24     |